# Elisabeth Sandlund
Irma Elisabeth Sandlund Gäfvert, född 12 juli 1951 i Luleå, är en svensk journalist, författare och föreläsare. 2007 efterträdde hon Daniel Grahn som chefredaktör, ansvarig utgivare och ledarskribent på den kristna tidningen Dagen, vilket hon var till 2010 då Daniel Grahn återkom som chefredaktör och vd för tidningen i samband med ett ägarbyte. Elisabeth Sandlund är sedan dess ledarskribent och opinionsredaktör på tidningen. Hon medverkar regelbundet som paneldebattör i Studio Ett i P1 och är även engagerad för funktionshindrades rättigheter i samhället. I boken Ulles mamma berättar hon om livet som förälder till en vuxen funktionsnedsatt dotter.
Elisabeth Sandlund har tidigare varit ekonomijournalist på Svenska Dagbladet i cirka 28 år fram till våren 2000 och redaktionschef på Kyrkans Tidning. Hon är författare till boken Drabbad av det oväntade som utkom i april 2004 och handlar om hennes plötsliga omvändelse från ateist till kristen. Hon medverkar också i Andrum III, som kom hösten 2005, och utkom hösten 2006 med boken Fortsättning följer.
Hon har varit journalist sedan cirka 1968. Under sin tid på Svenska Dagbladet medverkade hon i panelen i O som i Ortmark i TV 8 med Åke Ortmark. Hon har också medverkat i programmet Livnära i SVT. Sandlund är gift med Björn Gäfvert och paret är bosatt i Bromma i Stockholm.
Hon har varit med i Vem vet mest?, där hon blev tvåa i sitt program och åkte sedan ut först i fredagsfinalen.